# 2010–11 Football League Cup
A Copa da Liga Inglesa 2010-11 (conhecida como Carling Cup, por o patrocinador ser a Carling), é a 51ª edição do torneio. Será disputada por 92 equipes das 4 principais ligas do futebol inglês.

## Final

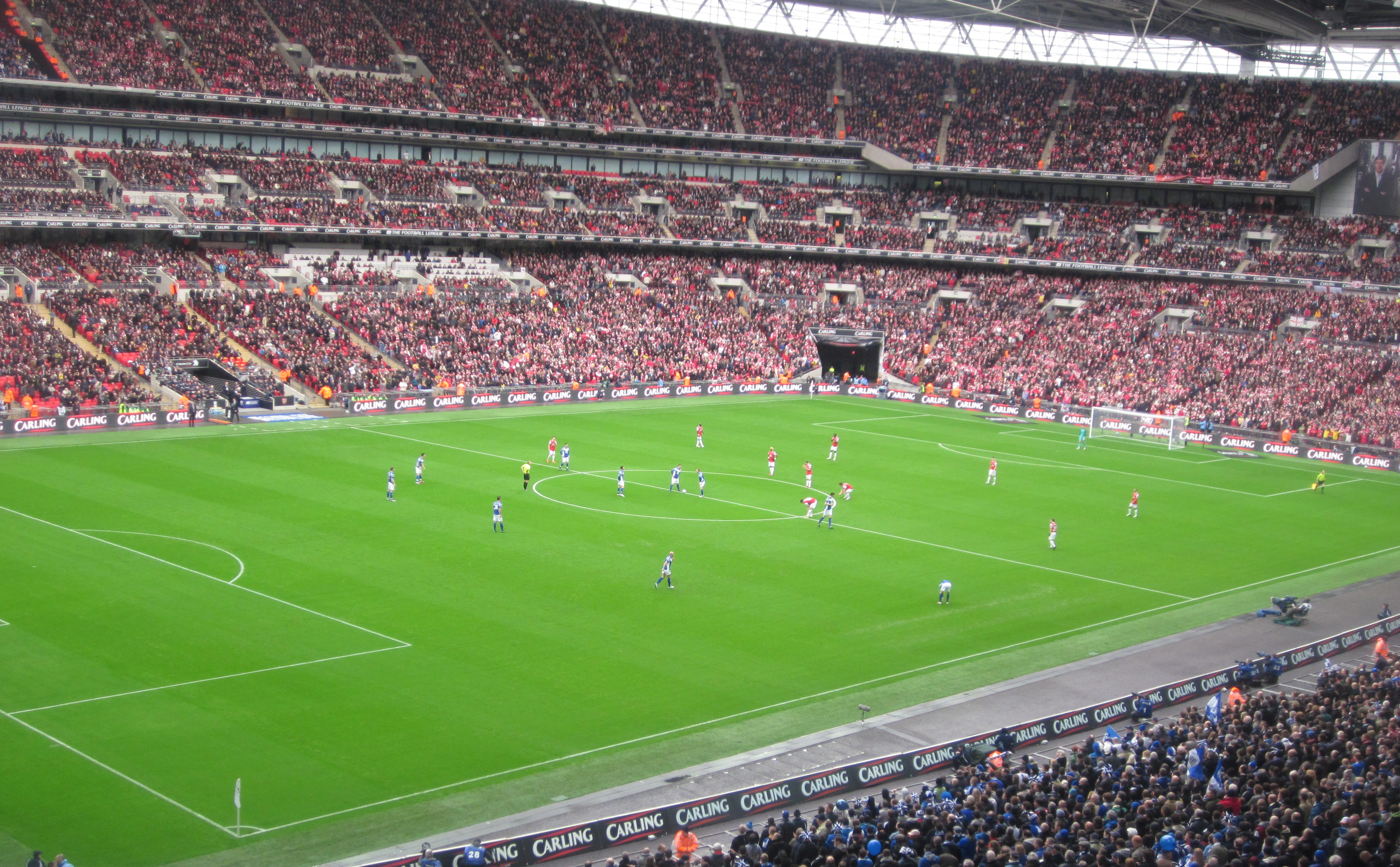
As equipes prontas para o início do jogo

A Grande final foi disputada no lendário Estádio de Wembley, o Birmingham City conquistou o título pela segunda vez ao vencer o Arsenal por dois a um, a equipe não levantava a taça desde 1963.
| 27 de fevereiro de 2011 | Arsenal        | 1 – 2 | Birmingham City         | Estádio de Wembley, Londres        |
| 16:00                   | van Persie 39' | Ficha | Žigić 28' · Martins 89' | Público: 88 851 Árbitro: Mike Dean |

| Arsenal | Birmingham City |

| ARSENAL:      |    |                      |     |     |
|               |    |                      |     |     |
| GK            | 53 | Wojciech Szczęsny    |     |     |
| RB            | 3  | Bacary Sagna         |     |     |
| CB            | 20 | Johan Djourou        |     |     |
| CB            | 6  | Laurent Koscielny    | 35' |     |
| LB            | 22 | Gaël Clichy          | 52' |     |
| DM            | 17 | Alexandre Song       |     |     |
| DM            | 19 | Jack Wilshere        |     |     |
| AM            | 8  | Samir Nasri          |     |     |
| RW            | 7  | Tomáš Rosický        |     |     |
| LW            | 23 | Andrei Arshavin      |     | 77' |
| CF            | 10 | Robin van Persie (c) |     | 69' |
| Reservas:     |    |                      |     |     |
| GK            | 1  | Manuel Almunia       |     |     |
| DF            | 18 | Sébastien Squillaci  |     |     |
| DF            | 27 | Emmanuel Eboué       |     |     |
| DF            | 28 | Kieran Gibbs         |     |     |
| MF            | 15 | Denílson             |     |     |
| FW            | 29 | Marouane Chamakh     |     | 77' |
| FW            | 52 | Nicklas Bendtner     |     | 69' |
| Treinador:    |    |                      |     |     |
| Arsène Wenger |    |                      |     |     |

| BIRMINGHAM CITY: |    |                   |       |       |
|                  |    |                   |       |       |
| GK               | 26 | Ben Foster        |       |       |
| RB               | 2  | Stephen Carr (c)  |       |       |
| CB               | 5  | Roger Johnson     |       |       |
| CB               | 28 | Martin Jiránek    |       |       |
| LB               | 6  | Liam Ridgewell    |       |       |
| RM               | 7  | Sebastian Larsson | 41'   |       |
| CM               | 12 | Barry Ferguson    | 90+4' |       |
| LM               | 18 | Keith Fahey       |       | 83'   |
| AM               | 8  | Craig Gardner     |       | 50'   |
| AM               | 4  | Lee Bowyer        |       |       |
| CF               | 19 | Nikola Žigić      |       | 90+2' |
| Reservas:        |    |                   |       |       |
| GK               | 1  | Maik Taylor       |       |       |
| DF               | 3  | David Murphy      |       |       |
| DF               | 21 | Stuart Parnaby    |       |       |
| MF               | 23 | Jean Beausejour   |       | 50'   |
| FW               | 9  | Kevin Phillips    |       |       |
| FW               | 10 | Cameron Jerome    | 90+3' | 90+2' |
| FW               | 17 | Obafemi Martins   |       | 83'   |
| Treinador:       |    |                   |       |       |
| Alex McLeish     |    |                   |       |       |